# Saison 2 du Bureau des légendes
Chronologie
Saison 1 Saison 3
Cet article présente les résumés des épisodes de la deuxième saison de la série télévisée française Le Bureau des légendes.

## Résumé
Guillaume est maintenant une taupe pour les américains, qui doivent en échange délivrer Nadia des services secrets syriens. Tiraillé entre la DGSE et la CIA, il tente de servir les deux causes en même temps.
Marina travaille désormais pour Reza en Iran. Elle se retrouve prise dans les conflits entre ses supérieurs, ses différentes cibles ainsi que les services secrets iraniens.
Un bourreau de Daech se trouve être de nationalité française. La DGSE doit le neutraliser au plus vite.

## Distribution

### Acteurs principaux
- Mathieu Kassovitz : Guillaume Debailly, dit « Malotru », directeur adjoint du bureau des légendes
- Jean-Pierre Darroussin : Henri Duflot, directeur du bureau des légendes
- Léa Drucker : Laurène Balmes (7 épisodes), psychiatre de la DGSE
- Sara Giraudeau : Marina Loiseau, dite « Phénomène », agent clandestin de la DGSE
- Florence Loiret Caille : Marie-Jeanne Duthilleul (9 épisodes), veilleuse et référente de Phénomène

### Acteurs récurrents
- Pauline Étienne : Céline Delorme, analyste du bureau Syrie
- Moe Bar-El : Shapur Zamani, dit « Caramel » (9 épisodes), fils et conseiller de Majid Zamani
- Alexandre Brasseur : Pépé (9 épisodes), agent de soutien logistique de la DGSE
- Michaël Abiteboul : Mémé (9 épisodes), agent de soutien logistique de la DGSE
- Zineb Triki : Nadia El Mansour (9 épisodes), universitaire syrienne
- Mathieu Demy : Clément Migaud (9 épisodes), analyste du bureau Iran
- Gilles Cohen : colonel Marc Lauré, dit « MAG » (9 épisodes), directeur du Renseignement
- Jules Sagot : Sylvain Ellenstein (9 épisodes), responsable technique du bureau des légendes
- Jonathan Zaccaï : Raymond Sisteron (7 épisodes), agent du bureau des légendes
- Irina Muluile : Daisy Bappé[1], dite « La Mule ». (7 épisodes), agent de soutien logistique de la DGSE
- Illyès Salah : Toufik Boumaza, dit « Chevalier » (7 épisodes), djihadiste français
- Jean-Marie Rollin : Édouard Rubin (7 épisodes)
- Brad Leland : Peter Cassidy, dit « Youknowwho » (6 épisodes), agent de la CIA en poste à Paris
- Sarah Kazemy : Daria Shahafi (5 épisodes)
- Alice Belaïdi : Sabrina  Boumaza, dite « Mère Térésa » (5 épisodes), infirmière, sœur de Toufik Boumaza
- Patrick Ligardes : Marcel Gaingouin (5 épisodes), directeur des Opérations
- Sarkaw Gorany : Reza Mortazavi (4 épisodes), sismologue iranien
- Nasser Memarzia : Majid Zamani (4 épisodes), conseiller spécial du gouvernement iranien pour le nucléaire
- Alba Gaïa Bellugi : Prune Debailly (4 épisodes), fille de Malotru
- Ziad Bakri : Nadim El Bachir (4 épisodes, agent des services secrets syriens
- Mohamed Fergani : Fatiq (4 épisodes)

### Acteurs invités
- Mehdi Nebbou : Rachid Benarfa, dit « Cyclone » (épisodes 1 et 2), agent de la DGSE
- Samy Seghir : Yacim Boumaza (épisodes 1 et 2), frère de Toufik et Sabrina Boumaza
- Chervine Namani : Hasan Etehadieh, dit « Aladin » (épisodes 1 et 2), sismologue iranien
- Ginger Roman : Violette (épisodes 1, 5 et 7)
- Stefan Godin : Pierre de Lattre de Tassigny (épisodes 1 et 9), directeur général de la Sécurité extérieure
- Khaled Ghoweiri : Basem (épisodes 2 à 4)
- Farida Rahouadj : Sihem Boumaza (épisode 2)
- Loutof Nousser : Munjid Badran (épisode 3)
- Amaury de Crayencour : Simon (épisode 4)
- Fares Helou : Hachem Al-Khatib (épisode 4)
- Rani Bheemuck : Femme de la DO (épisodes 5 et 6)
- Hassan Zbib : Haytham Bijidi (épisodes 6 et 7)
- Mohamad Al Rashi : Ammar Al-Roumi (épisodes 6 et 7)
- Sohélia Azizi : Farnaz Zamani (épisode 6)
- Morgane Kabiry : Zina Zamani (épisode 6)
- Gabrielle Lazure : Elizabeth, officier DGSI (épisode 6)
- Mohamed Kafi : Hafiz Muhammad Ashmi (épisodes 7 et 9)
- Rami Farah : Farouk (épisode 7)
- Hande Kodja : Caroline Coche (épisode 7)
- Magne-Håvard Brekke : Andreas Schnabel (épisodes 8 à 10), reporter de guerre
- Nathalie Boutefeu : Elsa (épisode 8)
- Miles Anderson : Barry (épisode 9)
- Dominic Gould : Nathan Chelaoui (épisode 9)

## Épisodes
Scénarios : Éric Rochant, Camille de Castelnau, Raphaël Chevènement, Cécile Ducrocq, Hippolyte Girardot, Antonin Martin Hilbert.
| N° | titre      | Réalisation      | Scénario     | Première diffusion | Audiences |
| --- | ---------- | ---------------- | ------------ | ------------------ | --------- |
| 11 | Épisode 1  | Éric Rochant     | Éric Rochant | 9 mai 2016         |           |
| Malotru informe la CIA, puis met un terme à cette collaboration. En Iran, Marina (Phénomène) se rapproche d'un ingénieur à recruter (Aladin). Nadia est transférée du Liban en Syrie. Cassidy, patron de la CIA à Paris, annonce à Duflot qu'une taupe se cache dans son service. Une vidéo de Daech montre un djihadiste français décapitant un otage en Irak. |            |                  |              |                    |           |
| 12 | Épisode 2  | Éric Rochant     | Éric Rochant | 9 mai 2016         |           |
| Aladin se fait violemment agresser par Shapur, le fils d'un dignitaire du régime. Marina accepte initialement de témoigner en sa faveur. En intrigant, Malotru obtient de devenir l'agent référent de Marina et la pousse à se rapprocher de Shapur. Par ce biais, il espère monnayer l'aide de la CIA pour libérer Nadia, détenue en Syrie. Le bourreau de Daech, Chevalier, est identifié. Il s'agit d'une personne que Ben Arfa (Cyclone) a déjà rencontrée : Toufiq Boumaza. Sisteron utilise Ben Arfa, auréolé de son statut d'ancien otage, pour nouer le contact avec sa famille. |            |                  |              |                    |           |
| 13 | Épisode 3  | Samuel Collardey | Éric Rochant | 16 mai 2016        |           |
| Se faisant passer pour un avocat de djihadistes candidats au retour, Sisteron échange avec la sœur de Chevalier, infirmière. Cette dernière est prête à se rendre à la frontière turque pour tenter de faire revenir son frère. En Syrie, Nadia est interrogée par un juge particulièrement dur. Guillaume Debailly se renseigne discrètement sur sa situation, en nouant une relation de confiance avec Céline. De son côté, Phénomène se rapproche de Shapur (Caramel). Elle éveille ainsi l'attention des gardiens de la révolution et se met en danger. Duflot ordonne son exfiltration : trop tard. Elle est arrêtée avec Shapur. Duflot mène son enquête en interne pour identifier la taupe de la CIA ; il soupçonne le Dr Balmes, qui a quitté la DGSE. Leur entretien ne donne rien. |            |                  |              |                    |           |
| 14 | Épisode 4  | Samuel Collardey | Éric Rochant | 16 mai 2016        |           |
| Marina tient sa légende, les Iraniens ne veulent pas de crise avec la France : elle est libérée et rapatriée d'urgence. Shapur sort de prison ; sa fiancée a été fouettée. Ils partent à Genève puis à Paris où ils retrouvent Marina. Contre l'ordre du Duflot, Malotru demande à Marina de reprendre contact avec Shapur pendant qu'il est à Paris. Il cherche à recruter Shapur pour le compte de la C.I.A. Duflot espionne tous les agents du Bureau, en les faisant suivre par leurs téléphones. Sisteron accepte d'accompagner la sœur du djihadiste français à la frontière turque. Le comportement de celle-ci est trouble. |            |                  |              |                    |           |
| 15 | Épisode 5  | Elie Wajeman     | Éric Rochant | 23 mai 2016        |           |
| Sisteron arrive avec la sœur du djihadiste Chevalier en Turquie, à la frontière syrienne, pour une opération conjointe avec les services turcs. Duflot découvre que Guillaume Debailly Malotru a contredit ses ordres. Il le fait mettre à pied, sans aucun accès au service. Moule à gaufres pense que Duflot exerce une vengeance personnelle contre Debailly. Il ordonne de poursuivre le contact avec Shapur. Celui-ci se retrouve seul à Paris, Daria le quitte. Nadia est libérée, en route pour la Russie. Elle arrive à Paris. Duflot est persuadé que Debailly a manœuvré pour lui prendre sa place. Discutant avec Céline, Malotru a une intuition concernant l'opération de Sisteron en Turquie. Il contacte l'équipe de crise. La trahison de la sœur du djihadiste est révélée. Sisteron et Sabrina arrivent au lieu de rendez-vous. L'opération de sauvetage tourne mal ; Sisteron est capturé par Daech. |            |                  |              |                    |           |
| 16 | Épisode 6  | Elie Wajeman     | Éric Rochant | 23 mai 2016        |           |
| Mutilé au pied par les djihadistes, Sisteron est échangé contre Sabrina, la sœur de Chevalier. Malotru est réintégré, contre l'avis du Duflot ; son travail se limite à l'opération d'élimination du bourreau de Daech, Chevalier. Guillaume comprend que Chevalier est un professionnel du renseignement. Il propose de le tuer, avec un kamikaze. Nadia El Mansour se plie à sa mission à Paris : coopérer avec un agent de Bachar al-Assad, infiltré dans l'opposition syrienne. Elle refuse d'abord de rencontrer Malotru. Nadim la presse, menaçant sa famille et la brutalisant ; elle craque et appelle Céline. Marie-Jeanne suppose que Nadia pourrait travailler pour la C.I.A, et que Guillaume : aussi. Marina revient en Iran et renoue avec Caramel : Shapur prend de l'importance. Henri Duflot dépose un microphone sous le bureau du Dr Balmes. Nadia retrouve Malotru.                                 |            |                  |              |                    |           |
| 17 | Épisode 7  | Laïla Marrakchi  | Éric Rochant | 30 mai 2016        |           |
| Nadia El Mansour exige de l'aide de Malotru. Celui-ci accepte, et la cache à la campagne. Pour la protéger, il monte une opération pour déstabiliser Nadim, avec l'accord de Moule à gaufres. Il organise une fausse demande d'asile en France. Pour sauver sa vie, Nadim accepte de répondre à la DGSE. Malotru trouve le micro posé par Henri Duflot sous le bureau du Dr Balmes. Il cherche un islamiste radical comme kamikaze. La C.I.A. met fin à la mission de Balmes. Shapur invite Marina à Doha pour un séminaire. À Doha, la DGSE tente de retourner Shapur. Les agents envoyés réalisent qu'il est déjà employé par la C.I.A. |            |                  |              |                    |           |
| 18 | Épisode 8  | Laïla Marrakchi  | Éric Rochant | 30 mai 2016        |           |
| Nadim, piégé, livre des informations au bureau. Par l'intermédiaire d'un imam libyen, Malotru recrute un candidat qui opèrera sous l'identité d'un caméraman, pour un attentat suicide visant à éliminer Chevalier/Toufiq Boumaza. Duflot apprenant que Shapur travaille pour la C.I.A, soupçonne Malotru d'y être pour quelque chose. En envoyant un SMS compromettant depuis le bureau de son père, Shapur est repéré par les services secrets iraniens, qui remontent à Marina. |            |                  |              |                    |           |
| 19 | Épisode 9  | Hélier Cisterne  | Éric Rochant | 6 juin 2016        |           |
| Marina est interrogée par le contre-espionnage iranien, tandis que Shapur est torturé. Moule à gaufres et Duflot comprennent qu'ils se sont fait doubler par la C.I.A. dans le recrutement de Shapur. Il y a une taupe au sein de la DGSE. Des négociations sont entreprises avec la C.I.A, qui lâche le nom de son contact : Guillaume Debailly. De son côté, l'opération montée par Malotru risque de tourner court, car le kamikaze pressenti pour éliminer Toufiq se désiste. Malotru décide d'aller le convaincre lui-même. |            |                  |              |                    |           |
| 20 | Épisode 10 | Hélier Cisterne  | Éric Rochant | 6 juin 2016        |           |
| Prune découvre le cahier que son père lui a laissé en guise de testament. Henri Duflot propose sa démission, qui est refusée. Une enquête interne a lieu pour déterminer les circonstances de la trahison de Malotru. La C.I.A. accepte de procéder à un échange de prisonniers, pour que Marina soit libérée. Les gardiens de la révolution envisagent de l'éliminer. Ils manquent leur coup, elle s'échappe pendant son transfert. Malotru remplace le kamikaze/caméraman qui a fait défection et part avec le journaliste allemand à la rencontre du djihadiste Toufiq Boumaza. Il le tue. |            |                  |              |                    |           |

## Accueil

### Critiques
La saison 2 reçoit encore plus d'éloges que la première. Télérama la qualifie de « captivante, subtilement écrite, mise en scène et interprétée (…) une mission accomplie » et Le Figaro va même jusqu'à affirmer que « à ce jour, cette série est la meilleure jamais faite en France. »

### Prix
- COLCOA French Film Festival[4] :
  - Prix Spécial du Jury de la meilleure série TV
  - Prix spécial du public de la meilleure série TV
- Prix de l'Association française des Critiques de Séries (A.C.S.), Meilleure Production [5]